# Лазар Мойсов
Лазар Мойсов (19 грудня 1920, Неготино — 25 серпня 2011, Белград) — македонський і югославський політик і дипломат.

## Біографія
Лазар Мойсов народився 19 грудня 1920 року в Неготині. Здобув докторський ступінь на юридичному факультеті Белградського університету. Брав участь у Другій світовій війні як партизан, після 1945 року робив кар'єру як функціонер КПЮ. Був генеральним прокурором Соціалістичної Республіки Македонія з 1948 по 1951 рік. Наступні два десятиліття був депутатом в асамблеях СРМ та СФРЮ.
Розпочав дипломатичну кар'єру як посол Югославії в СРСР та Монголії з 1958 по 1961 рік, а в Австрії — з 1967 по 1969 рік. З 1969 по 1974 рік Мойсов виконував обов'язки посла Югославії в ООН, Гаяні та Ямайці. 
З 1974 по 1982 рік він був заступником міністра закордонних справ Югославії, а з 1977 по 1978 рік — президентом Генеральної Асамблеї ООН. З 1980 по 1981 рік Мойсов очолював Президію ЦК Комуністичної ліги Югославії, а з травня 1982 по травень 1984 був міністром закордонних справ. З 1984 по 1989 рік він був членом Спільного головування в СФР Югославії, де був президентом з 1987 по 1988 рік.
Мойсов писав і читав лекції про міжнародні відносини. Його остання книга — «Записи спогадів про зустрічі, людей, події». Кн. 1, Радянські та американські лідери у співпраці та протистоянні: (від Хрущова до Єльцина та від Ніксона до Клінтона), опублікована у 2006 році.
Лазар Мойсов помер у Белграді 25 серпня 2011 року у віці 90 років. Похований на Алеї почесних громадян, на Новому кладовищі в місті.

## Зовнішні посилання
- Соња Крамарска, „Зошто Македонија и Лазар Мојсов си свртија грб?“[недоступне посилання], „Утрински Весник“, 28.08.2011.
- „Мојсов: Властите на независна Македонија ме заборавија“